# Eichenblattroller

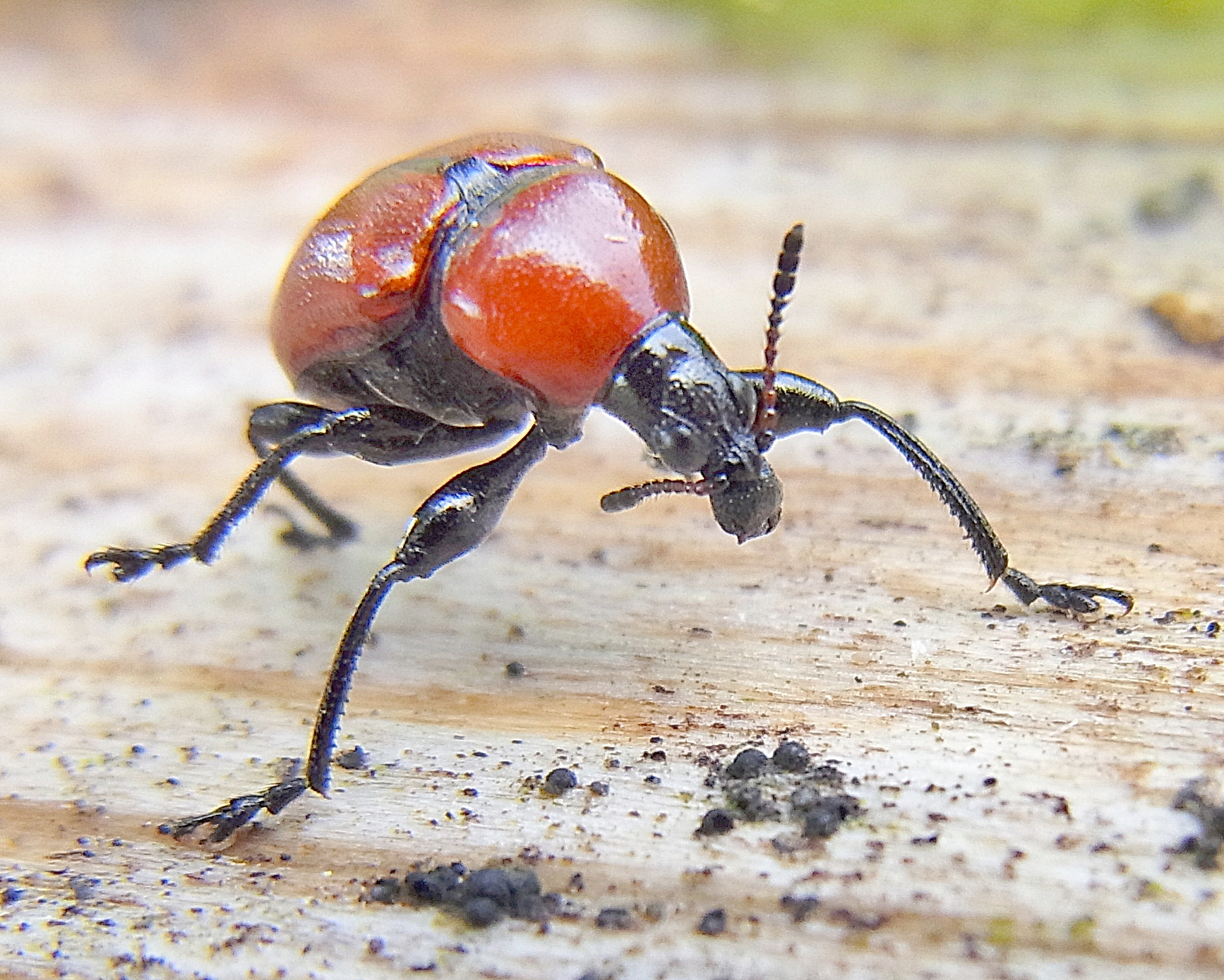
Frontansicht

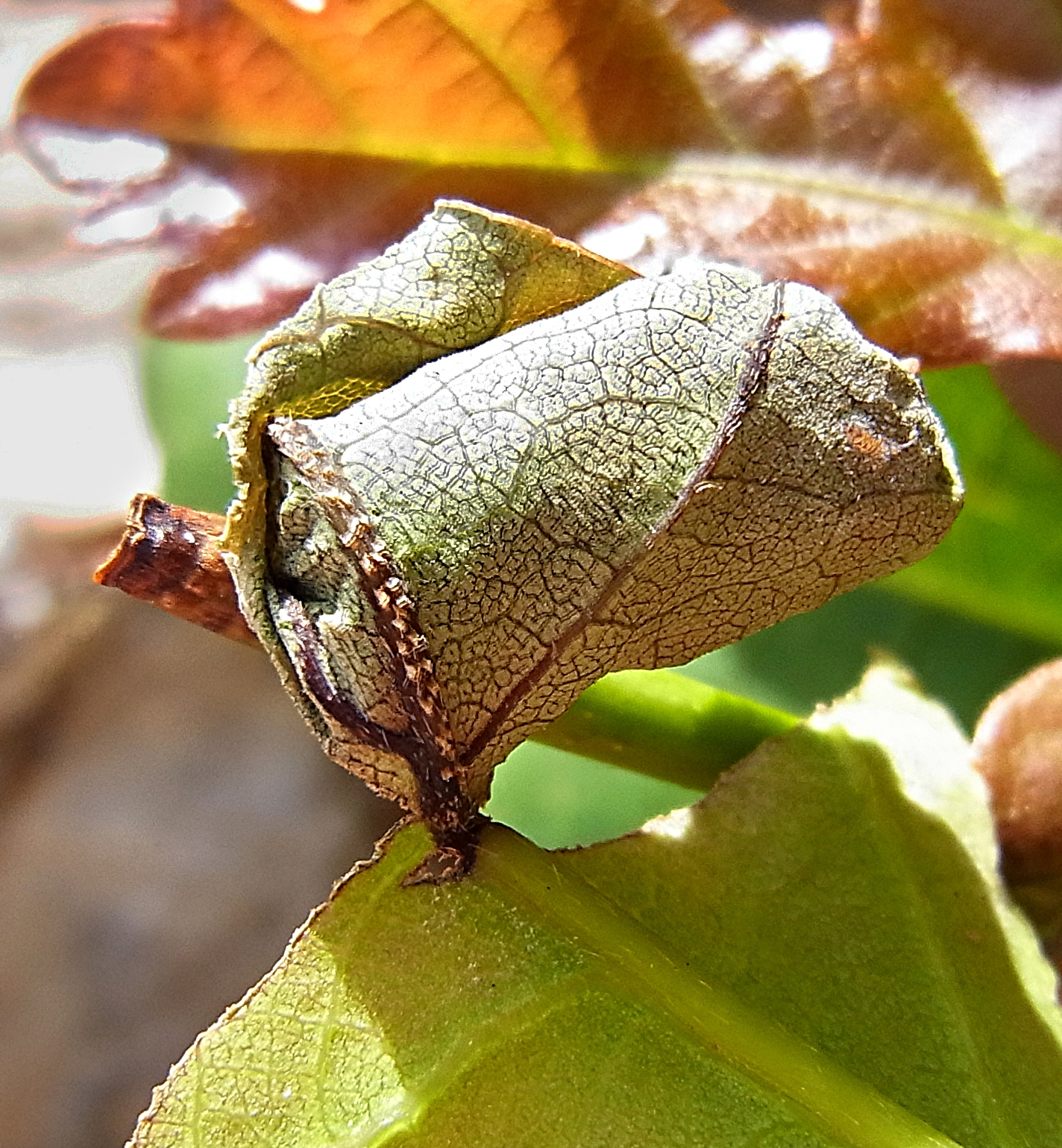
Blattwickel

Der Eichenblattroller (Attelabus nitens) ist ein Käfer aus der Familie der Blattroller (Attelabidae). Die Art wird auch als Roter Eichenkugelrüssler bezeichnet.

## Merkmale
Eichenblattroller werden etwa vier bis sechs Millimeter lang. Thorax und Flügeldecken sind glänzend rot, während der Rest des Körpers eine schwarze Färbung zeigt. Der Körper ist eher gedrungen gebaut. Vorne am Kopf ist deutlich eine relativ breite Verlängerung zu erkennen. Kopf und Halsschild sind fein punktiert. Auf den Flügeldecken befinden sich feine Längsstreifen aus Punkten. Die mittellangen Fühler verdicken sich zum Ende hin. Die Beine sind recht lang. Fühler und Halsschildrand sind gelegentlich variabel gefärbt; es kommen auch Exemplare mit roten Schenkeln vor.

### Synonyme
- Attelabus curculionoides Linnaeus, 1767[1][2]

## Vorkommen
Die Käfer sind vor allem im südlichen Mitteleuropa weit verbreitet. Sie bewohnen verschiedene Lebensräume, allerdings ist das Vorkommen von Eichen, seltener auch Edelkastanien, obligatorisch. Im Norden Europas ist die Art bis Dänemark und im Süden Schwedens anzutreffen. Lokal findet man die Käfer in England und Schottland. Außerhalb Europas lebt die Art im Kaukasus, in Kleinasien, Vorderasien und Mittelasien, sowie in Sibirien.

## Lebensweise
Die Tiere ernähren sich von Eichen- oder manchmal auch Edelkastanienblättern. Nach der Paarung schneidet das Weibchen ein Eichenblatt von den Seiten her ein, wobei die Schnitte bis zur Mittelrippe führen. Danach werden die beiden Seiten eingeklappt und das Blatt von der Spitze her eingerollt. Dort hinein legt das Weibchen dann die Eier. Die Larve ernährt sich von dem Blatt, bis Letzteres verwelkt und hinunterfällt. Sie überwintert daraufhin in diesem und verpuppt sich im nächsten Frühling im Boden. Aus der Puppe schlüpft der fertige Käfer. In den Blattwickeln findet auch die Larvalentwicklung des Kuckucksrüsslers (Lasiorhynchites sericeus) statt, der selbst keine Blattwickel herstellt, sondern als Raumparasit je ein Ei in die Blattwickel von Attelabus nitens legt.

## Gefährdung
Die Art gilt in Deutschland als ungefährdet.